# Марија Домбровска
Марија Домбровска, рођ. Шумска (пољ. Maria Dąbrowska; Русов, 6. октобар 1889 – Варшава, 19. мај 1965) је била пољска књижевница. Поред писања романа, била је и есејиста, новинар и драматург. Ауторка је познатог пољског историјског романа, „Ноћи и дани” (пољ. Noce i dnie), које је писала у периоду од 1932. до 1934. године у три тома. Роман је екранизован 1975. године, а режирао га је Ежи Антчак (пољ. Jerzy Antczak). Домбровска је 1935. године била награђена престижном наградом Златни ловор, Пољске академије књижевности.

## Биографија
Марија Домбровска (девојачко презиме Шумска) је рођена у месту Русов, близу града Калиш, у централној Пољској. Њени родитељи су били сиромашни земљорадници. Марија је патила од езотропије, једног облика страбизма, односно разрокости. Од своје осамнаесте године, 1917, је живела у Варшави, а студирала је социологију, филозофију и природне науке на Универзитетима у Лозани и Бриселу.
Заинтересована за књижевност и политику, посветила се томе да помогне људима који су рођени у сиромаштву. У периоду између Првог и Другог светског рата, радила је у пољском Министарству пољопривреде, бавивши се све више новинским извештавањем. Године 1927. је објавила низ чланаке о људским правима. У својим романима, позоришним представама и новинским чланцима анализирала је психолошке последице све тежег живота обичних грађана.
Удала се за Маријана Домбровског који је умро изненада, у својој 36. години живота. Након тога је живела са 19 година старијим Станиславом Стемповским у ванбрачној заједници све до избијања Другог светског рата. Током окупације Пољске, Марија Домбровска је остала у Варшави и давала подршку културном животу Пољака у илегали. У то време, упознала је Ану и Ежа Ковалски, писце који су били браку. Године 1946. овај брачни пар је добио дете, али је Ежа изненада преминуо две године након тога, 1948. године. Ана и Марија су живеле заједно следећих 20 година, иако је Марија настојала да поново уда Ану.
Написала је ремек-дело, историјски роман „Ноћи и дани” између 1932. и 1934. у три тома. На основу романа снимљен је истоимени филм 1975. године.
Умрла је у Варшави, у својој 76. години живота, 1965. године.

## Дела
- Деца отаџбине (пољ. Dzieci ojczyzny), 1918.
- Грана вишње (пољ. Gałąź czereśni), 1922.
- Осмех детињства (пољ. Uśmiech dzieciństwa), 1923.
- Људи одатле (пољ. Ludzie stamtąd), 1926.
- Ноћи и дани (пољ. Noce i dnie), 1932 – 1934.
- Знаци живота (пољ. Znaki życia), 1938.
- Јутарња звезда (пољ. Gwiazda zaranna), 1955.